# Libnotes viridula
Libnotes viridula är en tvåvingeart som först beskrevs av Alexander 1922.  Libnotes viridula ingår i släktet Libnotes och familjen småharkrankar.
Artens utbredningsområde är Taiwan. Inga underarter finns listade i Catalogue of Life.